# Excellence
Excellence (lat. excellentia, fortræffelighed, herlighed) er en ærestitel. Den brugtes som ærestitulatur allerede om og til de langobardiske og frankiske konger, selv de romersk-tyske kejsere indtil Henrik VII forsmåede ikke denne benævnelse, indtil de antog den mere pompøse majestætstitel. Derpå gik titlen over til at anvendes af de kejserlige og kongelige statholdere samt af hertuger og rigsgrever. I Italien lod de forskellige mindre staters fyrster sig ligeledes udmærke med excellence-titlen, hvilket de dog senere (17. århundrede) ombyttede med altezza; nu er i Italien enhver adelsmand excellence. I Spanien er excelencia særlig grandernes Titel, men anvendes også om generalkaptajner o.a. høje rigsembedsmænd. I Tyskland fik titlen i 17. og 18. århundrede megen udbredelse og kom endog til anvendelse på professorer og universitetslærere. Blandt diplomaterne er det kun ambassadører, der i det officielle sprog er berettigede til at benævnes excellence; men også andre fremmede statsrepræsentanter hædres af courtoisie med prædikatet. Efterhånden indskrænkedes brugen af titlen excellence i de fleste stater, og den føres overalt i nyere tid kun af staternes højeste civile og militære embedsmænd, som f.eks. præsidenter, ministre, guvernører, generaler, admiraler etc.
Af de nordiske riger giver Danmark ethvert medlem af 1. rangklasse titel af excellence. Tidligere var ministre dog ikke altid omfattet af titlen, hvilket de er i dag. Ifølge forordning af 25. maj 1671 §19 havde lensgrever i Danmark og Norge ret til "af de kgl. Betjente og Undersaatter" at lade sig give prædikatet "højgrevelig Excellence", når de indehavde et embede, der medførte almindelige excellence-titel, og for de ægte mandlige descendenter af familien Danneskiold er det fra Frederik VI's tid en særret at henhøre til første rangklasse og tituleres excellence.
I Sverige indehaves excellence-titlen af statsministeren, udenrigsministeren og rigsmarskallen. I Norge anvendes den for tiden ikke.